# NFC West
NFC West er en af fire divisioner i den amerikanske fodboldturnering NFL og består af holdene:
Arizona Cardinals,
San Francisco 49'ers,
Seattle Seahawks og
Los Angeles Rams.
| NFL | Spire Denne artikel om NFL er en spire som bør udbygges. Du er velkommen til at hjælpe Wikipedia ved at udvide den. |